# Lauterbach (Hesse)
Lauterbach (pronunciación en alemán: /ˈlaʊ̯tɐˌbax/ⓘ) es un municipio y ciudad capital del distrito de Vogelsberg, en el estado federado de Hesse (Alemania). Su población estimada a finales de 2016 era de 14 110 habitantes.
Se encuentra ubicado en el centro del estado, muy cerca del monte Vogelsberg.